# Allegorie (letterkunde)
Een allegorie in de literatuur is een gedicht of verhaal dat in zijn geheel symbool staat voor iets anders. Dit komt neer op een uitgesponnen metafoor die door het gehele werk heen wordt volgehouden, zonder dat het origineel (hetgene dat eigenlijk bedoeld wordt) bij naam wordt genoemd, behalve als het een personificatie betreft. Dit kan over abstracte begrippen gaan, maar ook over de samenleving en de politiek.

## Oorsprong van het woord
Het woord allegorie is de vernederlandsing van het Griekse ἀλληγορία (allegoría). De Griekse filosoof Cleanthes van Assos, lid van de Stoa, gebruikte als eerste de term allegorikos.

## Voorbeelden
Bekende allegorieën zijn:
- Allegorie van de grot van Plato
- Schip der dwazen van Plato
- Herakles op de tweesprong, verhaald door Xenophon ("Memorabilia" 2, 1, 21 – 33)
- Gedeelten uit de Bijbel, zoals de fabel van Jotam in Rechters 9 en vele passages uit de Openbaring van Johannes. Daarnaast werd en wordt door velen het bijbelboek Hooglied gelezen als een allegorie.
- Gedeelten uit de Koran, dit wordt specifiek uiteengezet in de zevende vers van Soera Het Geslacht van Imraan.
- Roman de la Rose van Guillaume de Lorris en Jean de Meung
- De goddelijke komedie van Dante Alighieri
- Le livre du coeur d’amour épris van René I van Anjou
- Elckerlijc, waarin het leven van een persoon symbool staat voor de gehele mensheid
- Lof der zotheid van Desiderius Erasmus
- De Christenreis (A Pilgrim's progress) van John Bunyan, vol met beelden van de bekering en het verdere leven van een christen
- Jan, Jannetje en hun jongste kind van E.J. Potgieter
- De Kleine Johannes van Frederik van Eeden
- Animal Farm van George Orwell
- De stad der blinden van José Saramago

In een allegorie worden abstracte begrippen voorgesteld als personen (Jaloezie, Dood, Deugd enz.); dan is het tevens een personificatie. 
In de middeleeuwen was de allegorie vooral didactisch van aard: men kon zich de begrippen als personen voorstellen en ze aldus beter doorgronden. 
Ook in de beeldende kunst komt de allegorie voor.

## Christendom
Er is een verschil tussen allegorische gedeelten in de Bijbel (zoals bijvoorbeeld de fabel van Jotam en de gelijkenissen van Jezus) en de allegorische uitleg van historische gedeelten. Sommige gedeelten in de Bijbel zijn niet bedoeld als geschiedschrijving of geschikt voor een letterlijke interpretatie. Met name in de Vroege Kerk werd het Oude Testament allegorisch uitgelegd. Ook geschiedschrijving werd historisch uitgelegd. Voorbeelden zijn de uitleg van de geschiedenis waarbij de verspieders bij de hoer Rachab in Jericho komen en zij hen laat ontsnappen via een rood touw. Een allegorische verklaring is dat alle mensen gered worden door te geloven in het rode bloed van Christus. Het probleem dat men hier tegenwoordig steeds meer bij heeft is dat het geen recht doet aan de oorspronkelijke bedoeling van de auteur. Daarnaast wordt de liefde die beschreven staat in het bijbelboek Hooglied vaak uitgelegd als de liefde van Christus voor zijn gemeente.  
Al voor het christendom ontstond, legden Joden in Alexandrië de Bijbel allegorisch uit. De vroege christenen namen deze Bijbeluitleg gedeeltelijk over, onder andere ter verdediging van het christelijk geloof en de autoriteit van het Oude Testament als behorend tot de christelijke canon tegen Marcion, de gnostici en de niet-christelijke Joden. Origines kende een drievoudige schriftzin, analoog aan het menselijk lichaam: Het lichaam is de literaire zin van de tekst, de ziel is de morele zin van de tekst en de geest is de geestelijke zin van de tekst. Augustinus voegde later een vierde schriftzin toe: de eschatologische. 
Ook de schrijvers van het Nieuwe Testament kenden allegorie. Een allegorische Bijbeluitleg vinden we hier en daar in het Nieuwe Testament, bijvoorbeeld in 1 Korintiërs 10:4.